# آدام دووندک
آدام دووندک (انگلیسی: Adam Duvendeck؛ زادهٔ ۲۸ اکتبر ۱۹۸۱) دوچرخه‌سوار اهل ایالات متحده آمریکا است. وی در بازی‌های المپیک تابستانی ۲۰۰۴ و ۲۰۰۸ شرکت کرده است.